# Taylor Marie Hill
Taylor Marie Hill (Palatine, 5 marzo 1996) è una supermodella statunitense.

## Biografia
Taylor Marie Hill è nata a Palatine ed è cresciuta ad Arvada. Ha due sorelle e un fratello: Logan Rae (12 gennaio 1995), Mackinley (9 agosto 1997) e Chase (27 aprile 1999). È stata scoperta a 14 anni da Jim Jordan, un agente che lavora anche come fotografo.

## Carriera

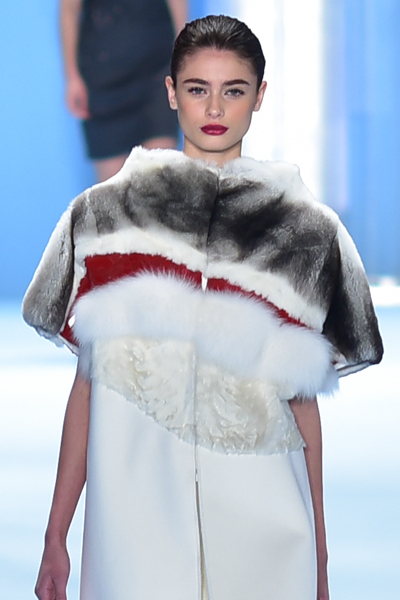
Taylor Hill nel 2016

Nel 2014 è stata modella per H&M e ha sfilato per Victoria's Secret. Nel 2015 è diventata un Angelo di Victoria's Secret, per cui ha iniziato a sfilare nel 2014. È stata votata dai lettori di Couturesque come modella più promettente del 2015. Ha lavorato per riviste come Amica, Elle (per le edizioni locali di Australia, Francia e Norvegia), Glamour e Marie Claire. Ha calcato le passerelle per Alberta Ferretti, BCBG Max Azria, Chanel, Damir Doma, DKNY, Dolce & Gabbana, Elie Saab, Emporio Armani, Ermanno Scervino, Giorgio Armani, Kenzo, Mugler, Ralph Lauren, Versace, Marc Jacobs,Viktor & Rolf e Vivienne Westwood.
Nel 2016 interpreta un piccolo ruolo nel film The Neon Demon, il film è stato presentato in concorso al Festival di Cannes dove ha vinto il premio Cannes Soundtrack Award, e nel mese di luglio viene scelta come ambasciatrice beauty dal marchio Lancôme. Nell'agosto dello stesso anno viene inserita, dalla rivista Forbes, all'undicesimo posto fra le modelle più pagate con un guadagno di 4 milioni di dollari, ex aequo con le modelle Barbara Palvin, Jasmine Tookes e Lily Aldridge, mentre nel mese successivo è sulla cover di Vogue Paris accanto alla modella Bella Hadid.
Nel 2016 prende parte allo spot, realizzato dalla casa di moda Victoria's Secret per il Super Bowl, in cui viene ricreata una partita di football, accanto alle modelle Adriana Lima, Elsa Hosk, Alessandra Ambrosio e Jasmine Tookes. Nel 2017 viene scelta come testimonial delle campagne pubblicitarie autunno/inverno di Versace, Michael Kors, Bally e Karl Lagerfeld, quest'ultima insieme alla sorella. Nel 2018 viene scelta per aprire il Victoria's Secret Fashion Show.

## Agenzie
- IMG Models - New York, Milano, Parigi, Londra, Sydney, Los Angeles
- Visage Management- Zurigo
- MODELWERK - Amburgo

## Campagne pubblicitarie
- Bally A/I (2017)
- Bloomingdale's (2018)
- Carolina Herrera 212 VIP Fragrances (2018-2021)
- Chaos (2016)
- David Yurman P/E (2017)
- Etro A/I (2019)
- Fendi P/E (2018)
- H&M (2017)
- Intimissimi A/I (2013)
- IRO P/E (2017)
- Jimmy Choo A/I (2016)
- Joe's Jeans P/E (2018)
- Juicy Couture (2015)
- Karl Lagerfeld A/I (2017)
- Lancôme (2016-presente)
- L'Oreal Professionel (2017-2018)
- Michael Kors (2016-2017)
- Michael Kors Watches (2016)
- Miu Miu A/I (2016)
- Miu Miu Croisière (2019)
- Ports 1961 P/E (2016)
- Ralph Lauren Romance Rosé Fragrance (2019-2021)
- Sandro A/I (2018) P/E (2019)
- Thakoon (2016)
- Topshop A/I (2016)
- Versace A/I (2017)
- Versus Versace A/I (2015)
- Victoria's Secret (2015-presente)

## Filmografia
- Hollywood Temptations - cortometraggio (2013)
- The Neon Demon, regia di Nicolas Winding Refn (2016)
- La galleria dei cuori infranti (The Broken Hearts Gallery), regia di Natalie Krinsky (2020)
- Babylon, regia di Damien Chazelle (2022)